# 모바일 운전면허증
모바일 운전면허증(영어: Mobile driver's license, mDL)은 실제 자동차 운전면허증을 대체하는 모바일 앱이다. 모바일 운전면허증에 대한 국제 표준화 기구(ISO) 표준(ISO 18013-5)이 2021년 8월 18일에 승인되었고 2021년 9월 30일에 발표되었다.

## 역사

### 멕시코
전자 운전 면허증의 첫 번째 사례는 2007년 초 멕시코에서 Gemalto 스마트 카드 플랫폼을 사용하여 배포되었다. 2016년 미국 국립표준기술연구소(NIST)는 젬알토와 파트너십을 맺고 워싱턴 D.C., 아이다호, 콜로라도, 메릴랜드, 와이오밍에서 "디지털 운전면허증"을 시범 운영했다.

### 미국

#### 콜로라도주
콜로라도주는 주로 디지털 지갑에 저장된 QR 코드를 기반으로 하는 디지털 라이센스의 프로덕션 버전을 배포한 최초의 주이며, 주 전역의 경찰관이 이를 허용한다고 주장한다. 자원봉사자들은 주 자동차부에서 표준 절차를 거친 후 휴대폰에 'DigiDL' 앱을 설치한 후 라이선스를 다운로드했다. 자원봉사자들은 매장, 콜로라도 복권 청구 센터, 아트페어에서 디지털 운전면허증을 테스트했다.

### 대한민국
모바일 운전면허증은 대한민국 경찰청이 스마트폰에 발급하는 디지털 운전면허증으로서 행정안전부가 블록체인 기반의 분산신원증명(탈중앙화 신원증명, decentralized Identifier, DID)으로 개발한 모바일 신분증이다. 행정안전부는 모바일 신분증으로 '모바일 운전면허증'에 이어 2023년 6월 '모바일 국가유공자증' 발급을 개시했고, 
2025년 3월 3일부터 모바일 주민등록증 발급을 개시했다.

#### 주요 연혁

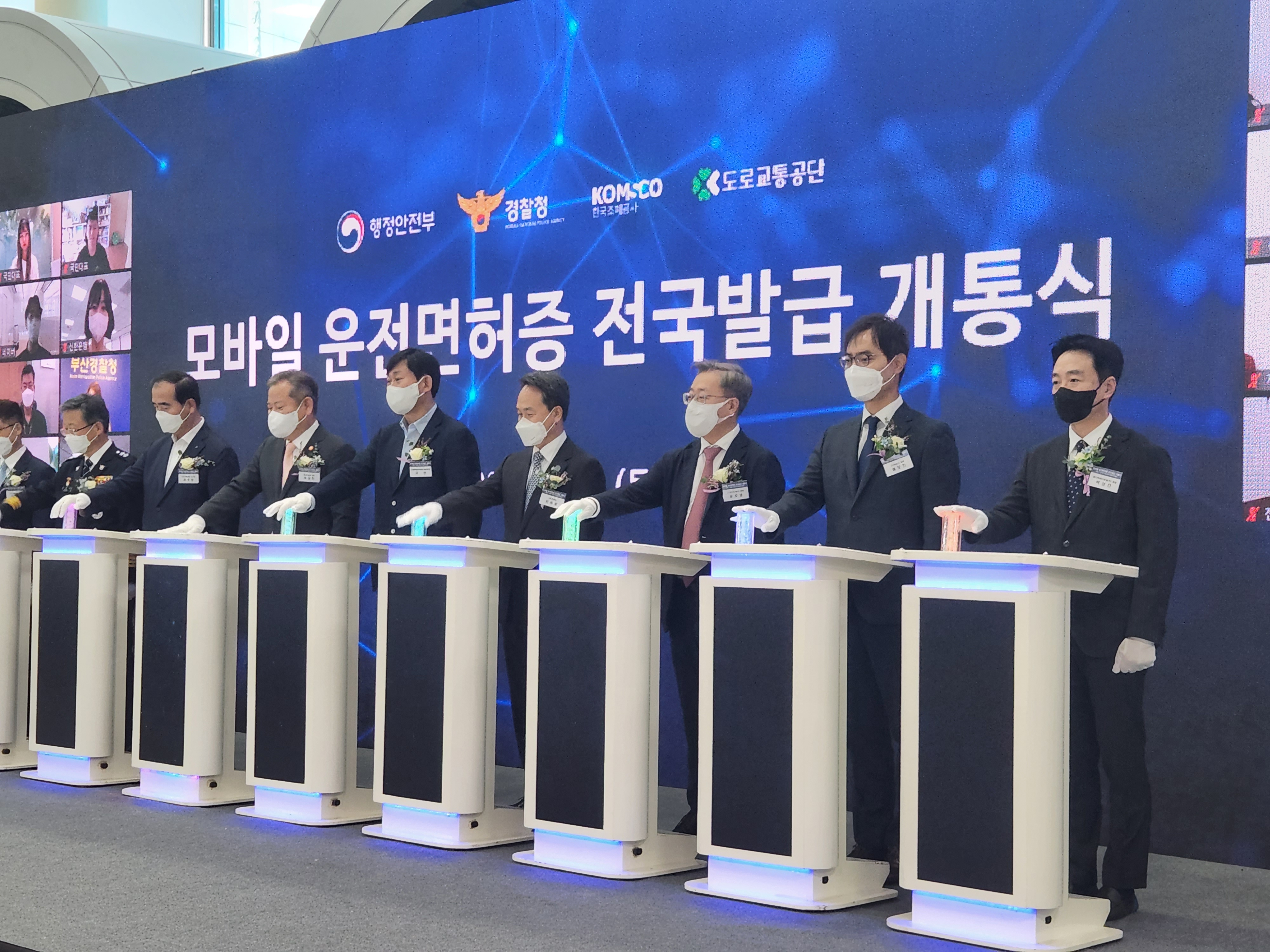
2022년 7월 28일 모바일 운전면허증 전국발급 개통식

- 2021년에 행정안전부가 '모바일 신분증 (운전면허증)' 앱을 개발했고, 경찰청과 함께 모바일 운전면허증 발급 시스템을 구축하였다.
- 2022년 1월 25일, 행정안전부가 여러 앱 스토어에 '모바일 신분증 (운전면허증)' 앱을 등록하였다.
- 2022년 1월 27일, 서울서부운전면허시험장과 대전운전면허시험장 및 관할 경찰서에서 6개월간의 모바일 운전면허증 시범발급이 시작되었다.[4] 시범발급 개통식 행사는 서울특별시 마포구에 있는 서울서부 운전면허시험장에서 열렸다.
- 2022년 7월 28일, 모바일 운전면허증 발급이 전국의 모든 지역으로 확대되었다.[5] 전국발급 개통식 행사는 서울특별시 강서구에 있는 서울강서 운전면허시험장에서 열렸다.
- 2022년 Reddot Design Award에서 Winner상 수상
  - (Project) Mobile Driver License, (Domain) Brand & Communication Design / Interface & User Experience, (Award) Winner

#### 법령상 효력
모바일 운전면허증은 도로교통법을 근거로 개인의 휴대전화에 발급되는 운전면허증이므로 실물 운전면허증과 같은 법적 효력을 지닌다.
모바일 운전면허증은 행정기관의 장이 발급하는 전자적 방식의 신분증이기 때문에 전자정부법을 근거로 전자정부서비스 이용자에 대한 본인 확인에도 사용될 수 있다. 예를 들어 '정부24' 서비스에 모바일 운전면허증으로 로그인할 수 있다.

## 모바일 운전면허 확인 서비스와 다른 점
'모바일 운전면허 확인 서비스'는 2020년 6월에 이동통신사의 PASS 앱을 통해 시작했다. 운전면허 소지자의 이름, 사진, 생년월일, 면허번호, 식별번호 등의 정보가 표시되지만, 주민등록번호나 주소 정보는 없다. 휴대전화 가입자가 가진 실물 운전면허증의 진위 여부를 운전면허증 발급기관 즉 경찰청 및 도로교통공단을 통해 확인하는 서비스이다. 사용처는 주로 오프라인이다. 예를 들어, 편의점이나 영화관에서 성인 여부를 확인할 때 사용할 수 있고, 선거 투표소에서 본인 확인에도 사용할 수 있으며, 2022년 3월부터는 국내 공항에서 국내선 여객기 탑승을 위한 본인 확인에도 사용할 수 있다. 하지만 금융기관 창구에서 계좌 개설 등을 할 때 '모바일 운전면허 확인 서비스'가 신분증으로 인정되지 않는다.
이에 비해 '모바일 운전면허증'에는 운전면허 소지자의 이름, 사진, 생년월일, 면허번호, 식별번호 등은 물론 주민등록번호, 주소 정보까지 있다. 주소의 경우 실물 운전면허증에 있는 주소를 그대로 표시하는 것이 아니라 현재 주소를 표시하는데, 운전면허 소지자가 이사를 하여 전입신고를 하는 경우에 그 다음 날에 '모바일 운전면허증'에 반영된다. 또한 사용처는 오프라인뿐만 아니라 온라인에서도 가능하다. 예를 들어, 편의점이나 영화관, 선거 투표소, 국내 공항 등을 비롯하여 실물 운전면허증을 사용할 수 있는 모든 곳에서 사용할 수 있고, 또한 온라인에서는 사용자가 인터넷 은행의 앱에서 계좌를 개설하면서 스마트폰의 카메라 앱으로 실물 운전면허증을 찍는 대신 '모바일 신분증 (운전면허증)' 앱을 호출하여 사용할 수 있다.

## 모바일 운전면허증을 사용할 수 있는 곳
실물 운전면허증을 사용할 수 있는 곳에서는 모바일 운전면허증을 사용할 수 있다. 모바일 운전면허증은 실물 운전면허증과 동일한 효력을 가지기 때문이다.
다만 실물 운전면허증만 가능하고 모바일 운전면허증으로는 불가능한 경우도 있을 수 있다. 예를 들어 어떤 보안 시설에는 출입하기 위해 실물 신분증을 맡겨야 하기도 하는 경우가 있는데, 당분간은 모바일 신분증으로는 곤란할 수 있다. 하지만 오프라인에서 실물 신분증 대신 모바일 신분증을 사용할 수 있도록 다양한 대체 방안이 마련될 것으로 예상된다.
은행에서는 계좌를 개설할 때 고객의 신분증을 복사하거나 스캔해야 하는데, 이에 대한 대체 방안은 이미 마련되어 여러 은행으로 확산되고 있다. 은행 창구에서 직원이 태블릿에 QR 코드를 띄우고 은행 고객이 자신의 '모바일 신분증 (운전면허증)' 앱으로 QR 코드를 찍어서 신분증 정보를 전송하면 신분증 스캔과 동일하게 은행에 저장되도록 하는 방법이다. 2022년 1월 우리은행에서 최초로 시작했고, 이후 여러 은행으로 확대되었다. 2022년 7월 28일 기준으로 14개 은행에서 가능한데, 대면으로는 KB국민은행, 신한은행, 우리은행, 하나은행, NH농협은행, 수협은행, 기업은행, 경남은행, 광주은행, iM뱅크, 부산은행, 전북은행, 제주은행에서 가능하고, 비대면으로는 신한은행, 우리은행, NH농협은행, 카카오뱅크에서 가능하다.

## 발급받는 방법
모바일 운전면허증을 발급받기 위해서는 운전면허가 있고 본인 개인 명의의 휴대전화가 있어야 한다. 법인 명의의 휴대전화에서는 모바일 운전면허증이 발급되지 않는다.
모바일 운전면허증을 발급받는 방법으로는 두가지가 있다. 첫번째 방법은 'IC 운전면허증'을 확보한 다음에 어느 장소에서든 스마트폰에 인식시키는 것이고, 두번째 방법은 운전면허시험장에서 있는 태블릿에서 뜬 QR 코드를 스마트폰으로 찍는 것이다. 참고로 'IC 운전면허증'은 운전면허시험장을 방문하여 즉석에서 신청하고 수령하거나, 인터넷이나 경찰서에서 신청하고 약 3주 후에 원하는 경찰서에서 수령할 수 있다.
첫째, 운전면허 소지자가 'IC 운전면허증'을 본인의 스마트폰에 근거리 무선 통신(NFC)으로 인식시켜서 모바일 운전면허증을 발급받을 수 있다. IC 운전면허증이 없는 운전면허 소지자는 (1) 운전면허시험장을 방문하여 IC 운전면허증을 즉석에서 신청하고 수령하거나, 또는 (2) 교통안전공단의 '안전운전 통합민원' 웹사이트에서 IC 운전면허증을 온라인으로 신청하고 2~3주 후에 가까운 경찰서나 운전면허시험장을 방문하여 IC 운전면허증 실물을 수령할 수 있다. 'IC 운전면허증'을 가지고 있으면, 스마트폰을 바꾸거나 '모바일 신분증' 앱을 삭제한 후 다시 설치할 때에도 운전면허시험장이나 경찰서를 방문하지 않고 IC 운전면허증만으로도 모바일 운전면허증을 발급받을 수 있다.
둘째, 운전면허 소지자가 운전면허시험장을 방문하여 민원실 신청 창구의 태블릿에 QR 코드가 뜨면, 이를 본인의 스마트폰으로 찍어 모바일 운전면허증을 발급받을 수 있다. 이렇게 하면 이후 스마트폰을 바꾸거나 '모바일 신분증' 앱을 삭제한 후 다시 설치할 경우에는 모바일 운전면허증을 발급받기 위하여 다시 운전면허시험장이나 경찰서를 방문해야만 한다.
외국 국적을 가진 운전면허 소지자는 외국인등록증을 소지하고 있고 한국내 이동통신 서비스에 가입한 경우에 모바일 운전면허증을 발급받을 수 있다.

## 모바일 운전면허증의 진위를 검증하는 방법
어떤 사람이 스마트폰으로 모바일 운전면허증을 보여줄 때 다른 사람이 그 모바일 운전면허증의 진위를 검증하는 것이 필요한 경우가 있다. 예를 들어 술집에서 청소년보호법 대상자에게 주류를 판매하는 것이 금지되어 있다. 주류의 판매자가 구매자의 스마트폰 화면에 보이는 모바일 운전면허증의 진위를 검증하려 한다면, 구매자에게 모바일 운전면허증 화면에서 'QR코드'를 보여달라고 하고, 판매자는 자신이 가진 스마트폰에 '모바일 신분증 검증앱'을 설치하고 실행하여 구매자의 QR 코드를 찍어서 확인하면 된다. 이 QR 코드는 30초마다 갱신되기 때문에 미리 화면을 캡처해 둔 것으로는 사용할 수 없다.